# Salomon Reinach

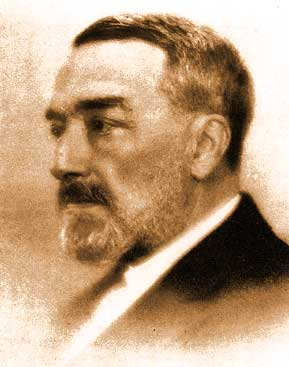
Salomon Reinach

Salomon Reinach (* 29. August 1858 im Pariser Vorort Saint-Germain-en-Laye; † 4. November 1932 in Paris) aus der Familie Reinach war ein französischer Archäologe, Philologe, Kunsthistoriker und Religionswissenschaftler.

## Leben
Reinach entstammte einer wohlhabenden jüdischen Bankiersfamilie und ist der Bruder des Archäologen Théodore Reinach und von Joseph Reinach (1856–1921). Er studierte an der École Normale Supérieure, die er mit Auszeichnung abschloss, und war ab 1879 Stipendiat an der École française d’Athènes in Athen. In den 1880er und frühen 1890er Jahren nahm er an zahlreichen archäologischen Grabungen unter anderem in Kleinasien (Myrina), der Ägäis, in Karthago und Odessa teil, wozu er teilweise Grabungsberichte veröffentlichte.  In denselben Jahren verfasste er populäre und preisgekrönte Lehrbücher des Lateinischen und des Griechischen. Ab 1886 war er am Musée des Antiquités nationales in Saint-Germain-en-Laye tätig, ab 1893 als Konservator (Vizedirektor), 1902 wurde er Direktor des Museums, das unter seiner Leitung zum bedeutendsten französischen Museum für keltische und römische Funde wurde. Er arbeitete dort seine museumspädagogischen Vorstellungen aus, sorgte für die wissenschaftliche Betreuung und stellte die Sammlungen im Lauf der Zeit in zahlreichen Büchern vor. Andere Veröffentlichungen boten umfassende Zusammenstellungen der erhaltenen griechischen und römischen Statuen (6 Bände, 1897–1930), der Malerei des Mittelalters und der Renaissance (6 Bände, 1905–1923), der griechischen und etruskischen Vasenmalereien etc. Sein Band über einige bedeutende Gemmensammlungen (1895) zeigte ihn als einen der größten Gemmenspezialisten seiner Zeit.
1890 bis 1892 und 1895 bis 1915 unterrichtete er an der École du Louvre, die er mitbegründet hatte, unter anderem mit einer populären Vorlesung über Antiquités nationales („Nationale Altertümer“). 1902 erhielt er dort eine Professur. Seine Vorlesungen aus dem Jahr 1902/03 erschienen im folgenden Jahr unter dem Titel Apollo: histoire générale des arts, eine der ersten reich illustrierten Kunstgeschichten, die zahlreiche Auflagen erlebte. 1903 wurde er Mitherausgeber der Revue archéologique und Offizier der Ehrenlegion. Es folgten zahlreiche weitere Veröffentlichungen bis an sein Lebensende, darunter Cultes, mythes et religions, das 1905–1921 in 5 Bänden erschien und womit sich Sigmund Freud in Totem und Tabu (1913) auseinandersetzt. 1896 wurde er Mitglied der Académie des Inscriptions et Belles-Lettres. Seit 1905 war er ordentliches Mitglied des Deutschen Archäologischen Instituts und seit 1911 korrespondierendes Mitglied der British Academy.
Neben seiner wissenschaftlichen Tätigkeit setzte sich Reinach auch tatkräftig für jüdische Belange ein. Er war Vizepräsident der Alliance Israélite Universelle, der damals bedeutendsten jüdischen Organisation weltweit, Mitbegründer der Jewish Colonization Association, die die Ansiedlung jüdischer Emigranten aus Russland in verschiedenen Ländern unterstützte, und Mitglied der 1880 gegründeten Société des Études Juives.
Seine enorme Produktivität wird durch die 1936 erschienene Bibliographie seiner Werke belegt, die über 6000 Aufsätze und mehrere hundert Bücher aufzählt. Die Vielfalt seiner Interessen zeigt sich unter anderem daran, dass er 1900 Henry Charles Leas History of the Inquisition of the Middle Ages ins Französische übersetzte, später aber auch Augustinus’ De civitate dei.
Er ist auf dem Pariser Nordfriedhof begraben.

## Veröffentlichungen (Auswahl)
(in chronologischer Reihenfolge)

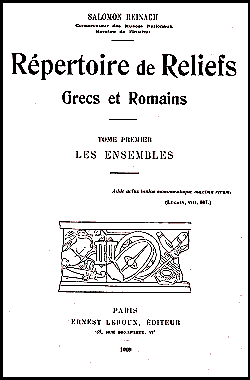
Répertoire de reliefs grecs et romains (1909)

- Manuel de philologie classique. Hachette, Paris 1880; neue zweibändige Auflage, 1883–1884, (vol. 1; vol. 2 : Appendice online); aktualisierte Auflage 1907 (online).
- Catalogue du Musée impérial d'antiquités. Konstantinopel 1882 (Digitalisat).
- Traité d'épigraphie grecque (1885)
- Grammaire latine (1886)
- L'Origine des Aryens, histoire d'une controverse (1892)
- Epona, la déesse gauloise des chevaux (1895)
- La Sculpture en Europe avant les influences gréco-romaines (1896)
- Répertoire de la statuaire grecque et romaine (1897–1930)
- Répertoire des vases peints grecs et étrusques (1899–1900)
- Les Chefs-d'œuvre du Musée du Louvre (1900)
- Apollo : histoire générale des arts plastiques, professée à l'École du Louvre (1902–1903)
  - deutsch: Apollo. Allgemeine Kunstgeschichte, Leipzig 1911.
- Recueil de têtes antiques idéales ou idéalisées, Gazette des Beaux-Arts, (1903)
- Les Apôtres chez les anthropophages, conférences faites au Musée Guimet (1904)
- Cultes, mythes et religions (1905–1923) (Neuauflage Robert Laffont, 1996)
- Répertoire de peintures du Moyen Âge et de la Renaissance (1280-1580) (1906–1923)
- Orpheus, Histoire générale des religions (1907, 1924 durchges. und erw. Neuauflage, Librairie d'éducation nationale, Alcide Picard, Paris, XXII, 644 S.) (rééd. L'Harmattan, 2002)
- Les religions à vol d'oiseau, Société Coopérative "Volksdrukkerij", Gand (1908)
- Orpheus. Histoire générale des religions. Paris 1909
  - deutsch: Orpheus. Allgemeine Geschichte der Religionen, Wien-Leipzig 1910.
- Les religions à vol d'oiseau, Bibliothèque de propagande Bruxelles (1908–1909)
- Répertoire de reliefs grecs et romains (1909)
- Eulalie, ou Le grec sans larmes (1911)[7]
- Cornélie, ou Le latin sans pleurs (1912)[7]
- Sidonie, ou Le français sans peine (1913)[7]
- Répertoire de l'art quaternaire (1913)
- Chronologie de la guerre (10 Bände, 1915–1919)
- Histoire de la Révolution russe (1917)
- Catalogue illustré du Musée des antiquités nationales au château de Saint-Germain-en-Laye (1917–1921)
- Répertoire de peintures grecques et romaines (1922)
- Lettres à Zoé sur l'histoire des philosophies (3 Bände, 1926)
- Glozel : la découverte, la controverse, les enseignements, avec vingt-trois modèles d'alphabets (1928)
- Éphémérides de Glozel (1928–1930)
- Amalthée - Mélanges d'Archéologie et d'Histoire (3 Bände, 1931)